# Gropello Cairoli
Gropello Cairoli ist eine norditalienische Gemeinde (comune) mit 4271 Einwohnern (Stand 31. Dezember 2023) in der Provinz Pavia in der Lombardei. Die Gemeinde liegt etwa 12 Kilometer westlich von Pavia am Rand des Parco naturale lombardo della Valle del Ticino. 

## Geschichte
Ab dem 9. Jahrhundert wird Graupellum oder Ripelium bekannt, das unmittelbar an der Via Francigena liegt. Der Zusatz Cairoli entstammt dem 19. Jahrhundert in Erinnerung an die Gebrüder Cairoli, die während des Risorgimentos eine wichtige Rolle spielten.

## Verkehr
Durch die Gemeinde führen die Autostrada A7 von Mailand nach Genua und die Strada Statale 596 dei Caroli von Pavia nach Mortara. Die Bahnstation von Gropelli Carioli liegt an der Bahnstrecke Vercelli–Pavia.